# Mean Man
Mean Man è il quattordicesimo singolo degli W.A.S.P..
Registrata nel febbraio 1989, la canzone è stata pubblicata per la prima volta nell'album The Headless Children dello stesso anno. 
Una rara versione del singolo contiene anche il brano "For whom the bell tolls", versione alternativa di "The gypsy meets the boy", quest'ultima comparsa per la prima volta nel concept album The Crimson Idol.

## Tracce
1. Mean man – 4:57
2. Locomotive breath (cover dai Jethro Tull) – 3:06

## Formazione
- Blackie Lawless – voce, chitarra
- Chris Holmes – chitarra
- Johnny Rod – basso, voce
- Frankie Banali - batteria